# عزاءات الفلسفة
عزاءات الفلسفة (بالإنجليزية: The Consolations of Philosophy)‏؛ كتاب فلسفي من تأليف الكاتب والفيلسوف السويسري ألن دي بوتون، يستخلص فيه من فلسفة أو تجارب مختلف الفلاسفة من مختلف العصور لتكون عزاءات تعين على حل المشكلات الإنسانية. ترجم الكتاب إلى العربية المترجم يزن الحاج ، وصدر عن دار التنوير. 

## العزاءات
- العزاء بشأن مخالفة الآراء السائدة:

قدم المؤلف في هذا الفصل تجربة سقراط التي قادته إلى الموت على يد حكام أثينا، بسبب مخالفته لأفكار المجتمع ومعتقداتهم، والمنهج السقراطي للتفكير، وحياته وأفكاره ومحادثاته التي حاربت دوما سلطة الفكر السائد. وجاء فيه: «يتم إضعاف إرادة التشكيك الخاصة بنا على نحو كبير بفعل إحساس داخلي أن المعتقدات المجتمعية تملك أساسا منطقيا حتما، حتي لو لم نكن واثقين تماما من ماهيته، لأنها نقلت إلينا عبر عدد كبيرا جدا من البشر خلال زمن طويل، وسيبدو من غير المعقولأن يكون مجتمعنا مخطئا على نحو فادح في معتقداته، وأن نكون في الوقت ذاته الوحيدين الذين أدركوا الحقيقة، إننا نخمد شكوكنا ونتبع القطيع لأننا عاجزون عن اعتبار أنفسنا روادا في اكتشاف حقائق لا تزال صعبة ومجهولة حتى الآن.»
- العزاء بشأن الافتقار إلى المال:

يقوم هذا الفصل على فلسفة وتعاليم أبيقور التي كانت قائمة على تأكيده أهمية اللذة الحسية، ورغم ذلك كان يرى أن من واجب الفلسفة مساعدتنا على تأويل نوبات اليأس والرغبة الغامضة التي تعترينا، وتنقذنا من النماذج الخاطئة للسعادة، وتساعدنا على تمحيص عقلانية رغباتنا.
كما أنه ذكر أساسيات السعادة والممتلكات بالنسبة لأبيقور، وهي الصداقة والحرية والتفكير، مع تقليل أهمية امتلاك المال والممتلكات باستثناء الأساسيات مثل الطعام ومكان للعيش وبعض الملابس، مع ذكر الذي فعله أبيقور لتحقيق هذه الأساسيات. وجاء فيه: «لن نكون سعداء إذا امتلكنا السيارة الفخمة دون وجود أصدقاء، وفيلا من دون حرية، وملاءات منشأة مع الكثير من الأرق.»
- العزاء بشأن الإحباط
- العزاء بشأن العجز
- العزاء بشأن انكسارات القلب
- العزاء بشأن المصاعب